# Lista de prefeitos de Pinhal Grande
Esta é a lista de prefeitos e vice-prefeitos do município de Pinhal Grande, estado brasileiro do Rio Grande do Sul.
| Nº | Prefeito                        | Partido | Vice-prefeito                         | Início do mandato     | Fim do mandato         | Observações                                     |
| 1  | Saulo João Garlet               | PDT     | Laurindo Gabriel Hoppe (PDS)          | 1º de janeiro de 1993 | 31 de dezembro de 1996 | Prefeito e vice eleitos em sufrágio universal   |
| 2  | Laurindo Gabriel Hoppe          | PPB     | Deoner Luiz Busanello (PDT)           | 1º de janeiro de 1997 | 31 de dezembro de 2000 | Prefeito e vice eleitos em sufrágio universal   |
| 3  | Saulo João Garlet               | PDT     | Eleanir Luiz Facco, Mano Facco (PMDB) | 1º de janeiro de 2001 | 31 de dezembro de 2004 | Prefeito e vice eleitos em sufrágio universal   |
| 3  | Saulo João Garlet               | PDT     | Eleanir Luiz Facco, Mano Facco (PMDB) | 1º de janeiro de 2005 | 31 de dezembro de 2008 | Prefeito e vice reeleitos em sufrágio universal |
| 4  | Nilvo Antonio Lago              | PP      | Selmar Roque Durigon (PT)             | 1º de janeiro de 2009 | 31 de dezembro de 2012 | Prefeito e vice eleitos em sufrágio universal   |
| 5  | Selmar Roque Durigon            | PT      | Fábio Michelon, Pezinho (PP)          | 1º de janeiro de 2013 | 31 de dezembro de 2016 | Prefeito e vice eleitos em sufrágio universal   |
| 6  | Luiz Antônio Burin              | PSD     | Adílio José Batistella (PDT)          | 1º de janeiro de 2017 | 31 de dezembro de 2020 | Prefeito e vice eleitos em sufrágio universal   |
| 7  | Lucas Michelon (Dodão da Rádio) | PP      | Selmar Roque Durigon (PT)             | 1º de janeiro de 2021 | 31 de dezembro de 2024 | Prefeito e vice eleitos em sufrágio universal   |
| 7  | Lucas Michelon (Dodão da Rádio) | PP      | Selmar Roque Durigon (PT)             | 1º de janeiro de 2025 | Atualidade             | Prefeito e vice reeleitos em sufrágio universal |

Legenda
| cor   | significado                                                                                  |
| Verde | mandatários eleitos por votação direta ou indireta (pela câmara municipal)                   |
| Bege  | mandatários nomeados diretamente pelo governo central em épocas de convulsão político-social |